# Bossa Nova por Maysa
A Bossa Nova por Maysa é um álbum de compilação das músicas da cantora brasileira Maysa, lançado em 1977 pela Parrot Records. O disco contém canções influenciadas pelo estilo da Bossa Nova, interpretados por Maysa em álbuns lançados pela RGE entre 1958 e 1962.

## Faixas
| #  | Canção                         | Compositor(es)                       | Fonte original                             |
| -- | ------------------------------ | ------------------------------------ | ------------------------------------------ |
| 1  | "A Felicidade"                 | Tom Jobim / Vinicius de Moraes       | Maysa É Maysa... É Maysa... É Maysa (1959) |
| 2  | "Nós e o Mar"                  | Roberto Menescal / Ronaldo Bôscoli   | Canção do Amor mais Triste (1962)          |
| 3  | "Ah! Se Eu Pudesse"            | Roberto Menescal / Ronaldo Bôscoli   | Canção do Amor mais Triste (1962)          |
| 4  | "Samba Triste"                 | Billy Blanco / Baden Powell          | Maysa Canta Sucessos (1960)                |
| 5  | "Cheiro de Saudade"            | Djalma Ferreira / Luís Antônio       | Voltei (1960)                              |
| 6  | "Fim de Noite"                 | Chico Feitosa / Marcos Vasconcellos  | Canção do Amor mais Triste (1962)          |
| 7  | "Quem Quiser Encontrar o Amor" | Carlos Lyra / Geraldo Vandré         | Maysa, Amor... e Maysa (1961)              |
| 8  | "Chora Tua Tristeza"           | Oscar Castro Neves / Luvercy Fiorini | Maysa Canta Sucessos (1960)                |
| 9  | "A Mesma Rosa Amarela"         | Capiba / Carlos Pena Filho           | Canção do Amor mais Triste (1962)          |
| 10 | "O Menino Desce o Morro"       | Vera Brasil / De Rosa                | Maysa Canta Sucessos (1960)                |
| 11 | "Carinho e Amor"               | Tito Madi                            | Voltei (1960)                              |
| 12 | "Caminhos Cruzados"            | Tom Jobim                            | Convite para Ouvir Maysa nº 2 (1958)       |